# Гонорат Арелатский
Гонора́т Арела́тский (лат. Honoratus Arelatensis, Гонора́т А́рльский, фр. Honorat d'Arles; ок. 365 — 429, Арль) — епископ Арля (Арелата). Почитается как святой в католической (память 16 января) и в православной церкви.

## Биография
Родился в бельгийской Галлии в семье консула. Вместе со старшим братом Венанцием предпринял паломничество в Грецию (по дороге, в Коринфе, Венанций скончался). Вернувшись из паломничества в 410 году, Гонорат поселился в пещере в горном массиве Эстерель (Прованс), а затем переправился на один из Леринских островов, где основал монастырь (Леринское аббатство), ставший впоследствии крупным духовным центром юга Франции. Гонорат был рукоположён в священники, а в 427 году в епископы города Арля. Скончался святой 6 (по некоторым данным 14 или 15) января 429 года.

## Почитание
Сохранилось надгробное слово святого Илария Арелатского, преемника святого Гонората на епископской кафедре Арля. Оно является древнейшим весьма подробным жизнеописанием святого Гонората. Иларий восторгается добродетелями Гонората и пишет: «если саму любовь можно было бы выразить наглядно, то, кажется, её следовало бы изобразить в честнейшем лице Гонората».
Гонорат был похоронен в Арле в часовне святого Генеста. В 1391 году мощи святого были перенесены в основанное им Леринское аббатство, где хранились до 1788 года, а затем были перенесены в кафедральный собор Граса, где хранятся по настоящее время. В конце XX века частица мощей из Граса была доставлена в аббатство и хранится в позолоченном ковчеге под престолом северного придела монастырской базилики.
Почитался также в православии. 9 марта 2017 года решением Священного Синода Русской Православной Церкви имя «святителя Гонората, епископа Арльского» было внесено в месяцеслов Русской православной церкви с установлением памяти 16 (29) января, что означает общецерковную канонизацию.